# Чанг (напій)

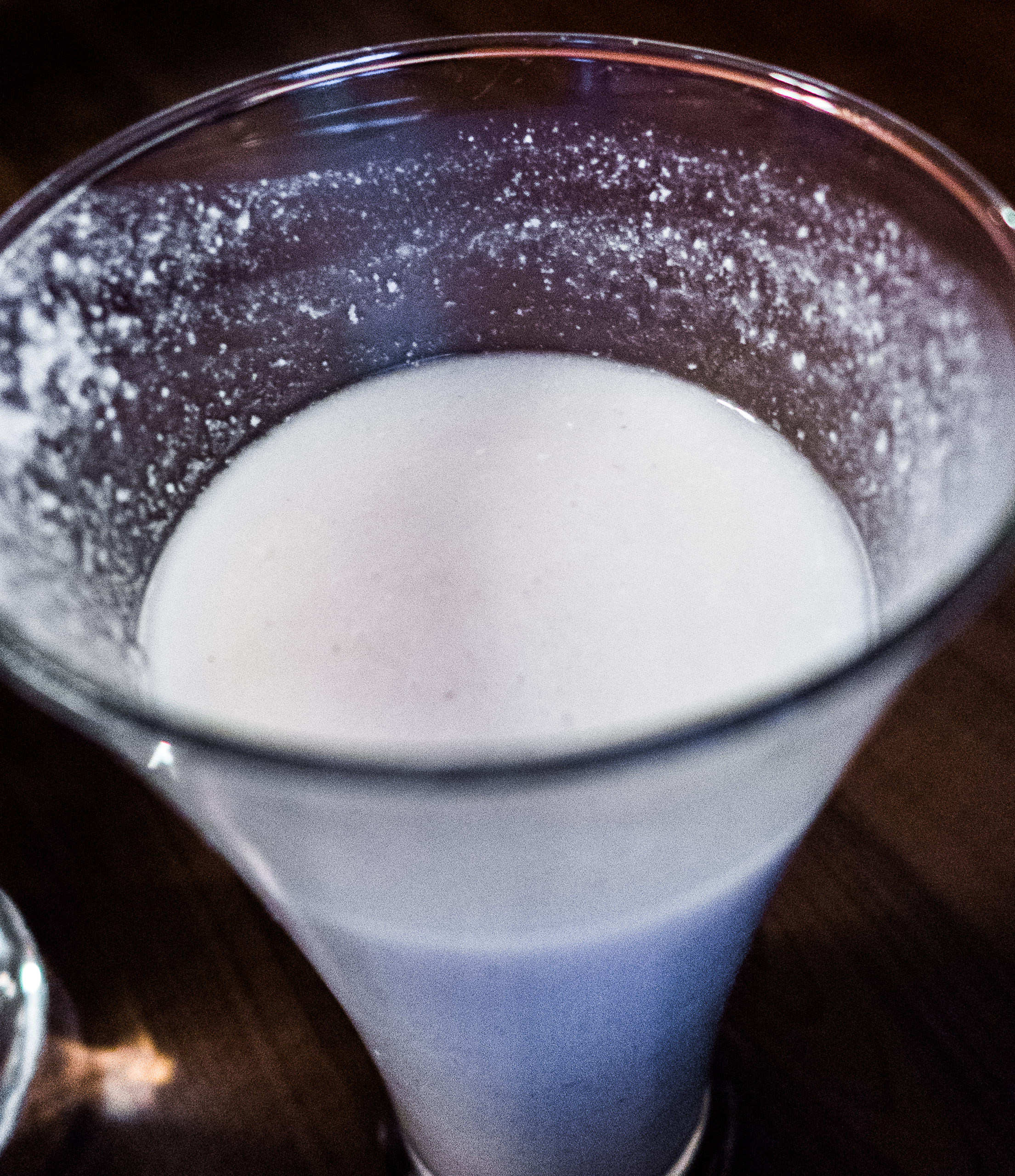
Келих з напоєм

Чанг (тиб. ཆང་, неп. छ्याङ) — непальський та тибетський традиційний алкогольний напій, популярний також в східних регіонах Гімалаїв і серед народу неварі. Чанг традиційно вживається непальцами, тибетцями і в меншій мірі сусідніми народами, що проживають на території Індії, особливо в штаті Сіккім , і Бутану. Напій подається кімнатної температури в літній сезон і в підігрітому вигляді в холодну пору року. Приготування і вживання чангу характерно для багатьох обрядів Тибету.
Для виробництва чанга використовують ячмінь, пшоно або рис. В охолоджені відварені зерна або борошно додають суміш з бактерій, дріжджів і пліснявих грибів, потім масу укладають в бамбукову корзину і загортають в листя, залишивши всю конструкцію на один або два дні в теплому місці. Потім суміш перекладається в керамічний горщик, який закупорюється, перегородивши надходження кисню. Бродіння триває один або два тижні, після чого продукт залишають дозрівати ще на півроку . У Балтистані в суміш також додають імбир та аконіт .
Ферментовані зерна кладуть у бамбукову посудину, а потім заливають кип'яченою водою. Напій п'ється через спеціальну бамбукову трубочку, порожнисту з одного боку і перфоровану з іншого. Зернова суміш зазвичай заварюється двічі, хоча вода може доливатися і частіше .
Народ лімбу називає цей напій тонгба або джанд, при цьому останній подається у великих гуртах. У їхньому варіанті напою для ферментації використовуються дріжджі і плісняві гриби диких трав.
Чанг за смаком нагадує ель. Зміст алкоголю досить низький, але напій має зігріваючу дію, що особливо цінно в умовах холодного клімату.
У деяких районах Гімалаїв, наприклад, в Балтістаті або Ладаці, в суміш додають аконіт, вкрай отруйну рослину, яка широко використовується в традиційній медицині цього регіону. Аконіт містить у собі різноманітні алкалоїди, включаючи аконітин та псевдоаконітини. Використання аконіту при приготуванні чангу загрожує смертельним отруєнням . Навіть у малих дозах аконіт здійснює сильний токсичний вплив .
У популярній літературі можна зустріти твердження, ніби по тибетським повір'ями єті так люблять чанг, що заради нього вони нападають на ізольовані гірські села .